# Kingdom (гурт)
Kingdom (кор.: хангиль: 킹덤, стилізується KINGDOM) — південнокорейський бой-бенд, створений GF Entertainment у 2021 році. Гурт дебютував з сімома учасниками: Данн, Артур, Муджін, Луї, Іван, Джахан та Чіу. 18 лютого 2021 року гурт випустив свій перший мініальбом під назвою History of Kingdom: Part I. Arthur. У травні 2022 року Чіу розірвав контракт з агентством і покинув гурт. Через три місяці до гурту приєднався новий учасник — Хвон.

## Кар'єра

### До дебюту
Данн і Артур колишні учасники гурту Varsity. Також Данн брав участь у шоу JTBC Mix Nine, посівши 71 місце серед чоловіків-конкурсантів.

### 2021: Дебют
Kingdom дебютували 18 лютого 2021 року, випустивши свій перший мініальбом History of Kingdom: Part I. Arthur і головний сингл «Excalibur». Їхній другий мініальбом History of Kingdom: Part II. Chiwoo та його головний сингл «Karma» були випущені 1 липня. Їхній третій мініальбом History of Kingdom: Part III. Ivan та головний сингл «Black Crown» були випущені 21 жовтня.

### 2022:History of Kingdom: Part IV. Dann, зміни у складі таHistory of Kindgom: Part V. Louis
Четвертий мініальбом гурту History of Kingdom: Part IV. Dann, був відкладений з 17 березня після того, як Артур і Муджін дали позитивний результат на COVID-19, а остаточно його випустили 31 березня. 25 травня Чіу розірвав контракт із GF Entertainment з «особистих причин» та покинув гурт.
31 серпня Хвон був представлений як новий учасник Kingdom. Він дебютував з ними в їхньому п'ятому мініальбомі History of Kindgom: Part V. Louis, який вийшов 5 жовтня.

## Учасники
Адаптовано з їхнього профілю на Naver.
| Сценічний псевдонім | Сценічний псевдонім | Сценічний псевдонім | Справжнє ім'я | Справжнє ім'я  | Справжнє ім'я | Дата народження             | Позиція у гурті              |
| Українською         | Латиницею           | Хангилем            | Українською   | Латиницею      | Хангилем      | Дата народження             | Позиція у гурті              |
| ------------------- | ------------------- | ------------------- | ------------- | -------------- | ------------- | --------------------------- | ---------------------------- |
| Данн                | Dann                | 단                  | Чон Синбо     | Jung Seungbo   | 정승보        | 1 листопада 1997 (27 років) | Лідер, вокаліст              |
| Артур               | Arthur              | 아서                | Чан Юнхо      | Jang Yunho     | 장윤호        | 15 квітня 2000 (24 роки)    | Вокаліст, головний танцюрист |
| Муджін              | Mujin               | 무진                | Ко Сонхо      | Ko Sungho      | 고성호        | 20 листопада 2000 (24 роки) | Вокаліст, репер              |
| Луї                 | Louis               | 루이                | Ян Досік      | Yang Dongsik   | 양동식        | 8 квітня 2001 (23 роки)     | Вокаліст                     |
| Іван                | Ivan                | 아이반              | Пак Юсон      | Park Yoosung   | 박유성        | 12 жовтня 2001 (23 роки)    | Вокаліст                     |
| Хвон                | Hwon                | 훤                  | Сім Йонджун   | Shim Youngjoon | 심영준        | 12 березня 2002 (23 роки)   | —                            |
| Джахан              | Jahan               | 자한                | Ім Чіхун      | Lim Jihun      | 임지훈        | 1 серпня 2002 (22 роки)     | Вокаліст, репер, макне       |
| Колишній учасник    |                     |                     |               |                |               |                             |                              |
| Чіу                 | Chiwoo              | 치우                | Гук Синчун    | Guk Seungjun   | 국승준        | 2 вересня 2002 (22 роки)    | Репер, макне                 |

## Дискографія

### Мініальбоми
| Назва                                                                                | Деталі альбому | Пікові позиції у чартах | Продажі                  |
| Назва                                                                                | Деталі альбому | KOR                     | Продажі                  |
| ------------------------------------------------------------------------------------ | --- | ----------------------- | ------------------------ |
| History of Kingdom: Part I. Arthur                                                   | - Реліз: 18 лютого 2021 - Лейбл: GF Entertainment - Формат: CD, цифрове завантаження, стриминг Трек-лист 1. «Majestic Departure» 2. «Excalibur» 3. «Night Air» (밤공기) 4. «Picasso» (피카소) 5. «X» 6. «Night Air» (밤공기) (Acoustic version) 7. «Excalibur» (instrumental) | 46                      | - Південна Корея: 4144   |
| History of Kingdom: Part II. Chiwoo                                                  | - Реліз: 1 липня 2021 - Лейбл: GF Entertainment - Формат: CD, цифрове завантаження, стриминг Трек-лист 1. «Intro: Echoes of Nirvana» 2. «Karma» 3. «Eternity» 4. «Magical» 5. «Warning» 6. «Make Us» 7. «Karma» (instrumental)                                                | 15                      | - Південна Корея: 11 376 |
| History of Kingdom: Part III. Ivan                                                   | - Реліз: 21 жовтня 2021 - Лейбл: GF Entertainment - Формат: CD, цифрове завантаження, стриминг Трек-лист 1. «Intro: Legacy of Hatred» 2. «Black Crown» 3. «Fallen Star» 4. «We Are» 5. «Burn» 6. «On Air» 7. «Black Crown» (instrumental)                                     | 14                      | - Південна Корея: 14 405 |
| History of Kingdom: Part IV. Dann                                                    | - Реліз: 31 березня 2022 - Лейбл: GF Entertainment - Формат: CD, цифрове завантаження, стриминг Трек-лист 1. «Intro: 宫 (Palace)» 2. «Ascension» (승천) 3. «Blinder» 4. «Illusion» 5. «Appetite» 6. «Promise» (단심가) 7. «Ascension» (승천) (instrumental)                   | 10                      | - Південна Корея: 43 500 |
| History of Kingdom: Part V. Louis                                                    | - Реліз: 5 жовтня 2022 - Лейбл: GF Entertainment - Формат: CD, цифрове завантаження, стриминг Трек-лист 1. «Intro: Requiem» 2. «Long Live the King» (백야) 3. «Period» (마침표) 4. «Destiny» 5. «Waka Waka» 6. «Poison» 7. «Long Live the King» (백야) (instrumental)         | 7                       | - Південна Корея: 49,144 |
| History of Kingdom: Part VI. Mujin                                                   | - Реліз: 23 березня 2023 - Лейбл: GF Entertainment - Формат: CD, цифрове завантаження, стриминг Трек-лист 1. «Intro: Stigma (烙印)» 2. «Dystopia (혼 (魂))» 3. «Wind Song (바람의 노래)» 4. «Elements» 5. «My Wave» 6. «Love is Pain» 7. «Dystopia (혼 (魂)) (instrumental)»  | 7                       | - Південна Корея: 58,058 |
| «—» позначає релізи, які не потрапили в чарти або не були випущені на цій території. | |                         |                          |

### Сингли
| Назва                                                                               | Рік  | Пікові позиції у чартах | Пікові позиції у чартах | Альбом                              |
| Назва                                                                               | Рік  | КОР                     | США Світ                | Альбом                              |
| ----------------------------------------------------------------------------------- | ---- | ----------------------- | ----------------------- | ----------------------------------- |
| «Excalibur»                                                                         | 2021 | —                       | —                       | History of Kingdom: Part I. Arthur  |
| «Karma»                                                                             | 2021 | —                       | 8                       | History of Kingdom: Part II. Chiwoo |
| «Black Crown»                                                                       | 2021 | —                       | 7                       | History of Kingdom: Part III. Ivan  |
| «Ascension» (승천)                                                                  | 2022 | —                       | 6                       | History of Kingdom: Part IV. Dann   |
| «Long Live The King»                                                                | 2022 | В очікуванні            | В очікуванні            | History of Kingdom: Part V. Louis   |
| «—» позначає релізи, які не потрапили в чарти або не були випущені в цьому регіоні. |      |                         |                         |                                     |

## Нагороди та номінації
| Церемонія нагородження   | Рік  | Категорія                                       | Номінант(и) | Результат |
| ------------------------ | ---- | ----------------------------------------------- | ----------- | --------- |
| Asia Artist Awards       | 2021 | Музика премії «Фокус»                           | Kingdom     | Перемога  |
| Newsis K-Expo            | 2021 | Нагорода Hallyu Star Award наступного покоління | Kingdom     | Перемога  |
| Korea First Brand Awards | 2022 | Нагорода «Всхідна зірка чоловічого айдола».     | Kingdom     | Номінація |